# I Wouldn't Want to Lose Your Love
«I Wouldn't Want to Lose Your Love» (en español: «No me gustaría perder tu amor») es una canción de rock y fue escrita por Myles Goodwyn y Jim Clench.  Fue enlistada como el sexto tema del álbum Stand Back de la banda canadiense de rock April Wine, publicado en 1975 en Canadá por Aquarius Records y en Estados Unidos por Big Tree Records.

## Lanzamiento y recepción
Esta melodía fue lanzada como el primer sencillo de Stand Back en el año de 1975.  La cara B de este sencillo contiene una versión en directo de la canción «Druthers», que al igual que «I Wouldn't Want to Lose Your Love» fue compuesta por Goodwyn y Clench.
Los días 15 y 22 mes de febrero de 1975, «I Wouldn't Want to Lose Your Love» alcanzó el 17.º puesto del listado de las canciones más populares de la revista RPM Magazine en Canadá.
Donald A. Guarisco de Allmusic mencionó en su reseña que la canción subrayaba su balada melodía con capas de anticipadas pero poderosas guitarras eléctricas.

## Lista de canciones

### Lado A
| side one |                                     |                            |          |  |
| N.º      | Título                              | Escritor(es)               | Duración |  |
| 1.       | «I Wouldn't Want to Lose Your Love» | Myles Goodwyn / Jim Clench | 3:05     |  |

### Lado B
| side one |                         |                  |          |  |
| N.º      | Título                  | Escritor(es)     | Duración |  |
| 2.       | «Druthers» (en directo) | Goodwyn / Clench | 4:17     |  |

## Créditos
- Myles Goodwyn — voz principal, coros, guitarra y teclados
- Jim Clench — bajo y coros
- Gary Moffet — guitarra
- Jerry Mercer — batería

## Listas
| Año  | País   | Lista                    | Posición máxima |
| ---- | ------ | ------------------------ | --------------- |
| 1975 | Canadá | RPM Magazine Top Singles | 17.º            |